# Ларивон Велавський
Ларивон Велавський — зем'янин, боярин київського князя Олелька Володимировича. 

## Життєпис
Ларивон Велавський був родом з села Валева, яке відносилось до юрисдикції Овруцького замку і від якого походить його ономастичне прізвище. В першій половині XV ст. він був слугою київського князя Олелька Володимировича в Чорнобильському замку. 19 лютого 1450 р. в Овручі князь своєю грамотою зарахував Велавського до бояр:
Мы Александро Володимеровичъ пожаловали есмо н(а) то(го) слугу Ларивона Вела(в)ского: не надобе ему нам з слугами службы служити а поплатовъ платити и иных никоторыхъ пошлин в Чорнобыли не велели: подвода(ми), ни стеречи, служити ему служба з бояры. И на то дали есмо ему се(с) нашъ листь з нашою печатю, потверджаючи ею к бояромъ. И писан у Вовручомъ февраля девятогонадцят дня индикъта третегонадцять.
Відтоді він мав служити «господарскою, военною, земскою службою конём», «конно и оружно» і за покликом князя «винни, ехати на послугу господарскую при воеводе киевскомъ якъ ихъ обошлетъ, а при старосте овруцкомъ ездити не винни, кроме своё доброе воли». Окрім цього обов’язку, як і інші зем’яни він більше не ніс жодних інших повинностей, не підпорядковувався суду князівських замків і їхніх державців, і судився або особисто перед князем, або перед його воєводою, або ж комісіями, призначеними князем для кожного окремого випадку.
Велавський з сином служили конями і в панцирях разом з овруцькими боярами, але не були ординськими слугами, не служили з коланними людьми і ніякого «потягу» з ними «не тягнули». За невідомих обставин вони впали у немилість наступного київського князя Семена Олельковича, який конфіскував їхні дідичні та вотчинні маєтності, передавши їх пану Федьку Горловичу. Після цього Велавські осіли на Волині. По смерті князя вони звернулися з проханням до Казимира про надання земель на заміну втрачених, яке той задовільнив.

## Ототожнення
В той самий період в даному регіоні фіксується ще один Ларивон, якого деякі дослідники ототожнють з Ларивоном Велавським. Так князь Олелько Володимирович видав привілей на
земському праві засновнику роду Редчичів — Ларіону Володимировичу на Єрликовську та Тенетиловську землі. Бортну землю Тенетиловщину він отримав ще в 1438 р. від Свидригайла за умови військової служби «конем». Подібний тип пожалування землі був типовим для того періоду, коли великий князь всіма силами шукав прибічників для опору наступу Сигізмунда Кейстутовича.
Підтвердження на ці землі 21 листопада 1522 р. отримали Конон і Каленик Яковичі, в той час як відомо що в Ларивона Велавського був онук, син Давида — Яків Покалевський.

## Родина
Достеменне походження роду Велавських невідоме. Володимир Антонович вважав усю зауську шляхту нащадками дружинників часів домонгольської Русі. Водночас Наталія Яковенко проаналізувавши персоналії та їхні спільні землі й служби, вивела що більшість тамтешніх бояр були нащадками п'ятьох родоначальників з тюркськими іменами які осіли на цих теренах за часів князя Володимира Ольгердовича і які в свою чергу цілком імовірно походили з одного роду. Велавських разом з кількома іншими родами вона відносить до нащадків Булгака (Болгака).
Ларивон мав сина — боярина Давида Велавського, від якого пішли роди Доротичів, Левковських та Покалевських.